# サフラー
サフラー（ラー神の傍にある者、の意）は、第5王朝2代目の古代エジプトのファラオ。彼は紀元前25世紀初頭に12年間前後統治した。
サフラーはエジプト古王国の王の中で最も重要な王の一人であると考えられている。彼の治世は第5王朝の政治的、経済的な絶頂期であった。彼は恐らく前王ウセルカフと王妃ネフェルヘテペスの息子であり、死後にその地位は息子のネフェルイルカラー・カカイによって継承された。
サフラーの在位中、エジプトはレヴァント海岸と重要な貿易関係を持っていた。サフラーは貴重な杉や人々（恐らく奴隷）や珍奇な品々を得るために現在のレバノンへ複数回の海上遠征を実施している。彼はまた、プント国への遠征を命じた。この遠征は実際に実施された事が証明されているプント国への遠征の中では最も古い。これによって膨大な量の没薬（ミルラ myrrh）、マラカイト、エレクトロンが持ち帰られた。サフラーはこの冒険の成功を彼の葬祭殿にあるレリーフの中で祝賀している。そのレリーフには、「サフラーの栄光は天へと昇る」と名付けられた彼の宮殿の庭で、ミルラの木の世話をする彼の姿が描かれている。これはエジプトの美術において王がガーデニングをする姿を描いた唯一の物である。サフラーは更にシナイにあるトルコ石と銅の鉱山へ遠征隊を送った。また、恐らく西部砂漠のリビア人の酋長に対する軍事遠征を命じ、家畜をエジプトに連れ帰っている。
サフラーはアブシールに自身のピラミッドを築き、前任者達がピラミッド群を建設したサッカラとギーザの王室のネクロポリスは放棄された。この決定は恐らく、アブシールにあるウセルカフの太陽神殿に触発されたものである。ウセルカフの太陽神殿は、第5王朝で建設された最初の太陽神殿である。サフラー王のピラミッドは先行する第4王朝のピラミッド群に比べて遥かに小さいが、付属する葬祭殿の装飾はより精巧になっている。彼のピラミッド複合体の参道と葬祭殿はかつて10,000平方メートル以上の精緻なレリーフで飾られており、そのことで古代では有名になっていた。サフラーのピラミッド複合体の建築家達はヤシ柱（ヤシの葉を模した柱頭がある柱）の列柱を導入した。これはすぐに古代エジプトの建造物を特徴づける物となった。サフラーはまた「ラー神の平野」と呼ばれる太陽神殿を建設したことが知られているが、ピラミッド同様にアブシールにあるであろうその場所は未だ特定されていない。

## 家族

### 両親

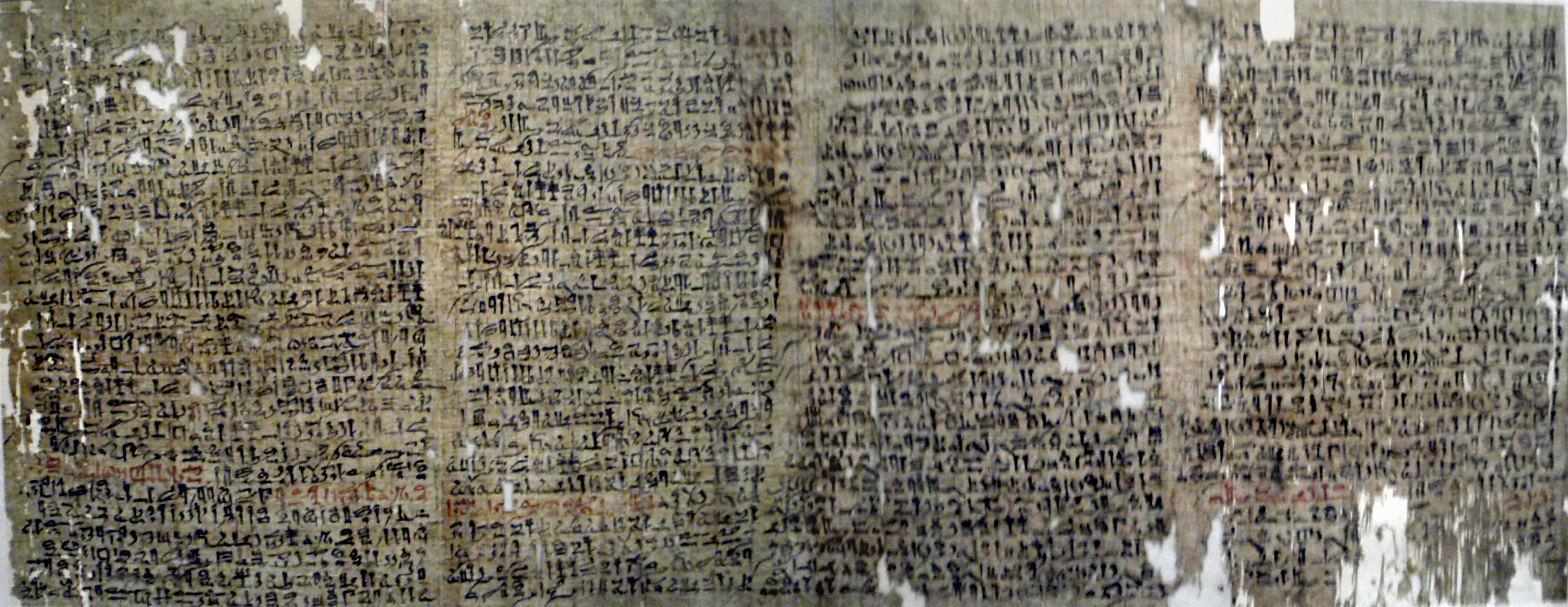
ウェストカー・パピルス。第17王朝時代の物であるが、恐らく原本が書かれたのは第12王朝の頃であろう。第5王朝の起源についての神話を伝えている。

サフラーの父はウセルカフ、母親はケンタカウエス1世であると推定されてきた。この説ではケンタカウエス1世は第4王朝の最後の王シェプスセスカフの王妃であり、その後ウセルカフと再婚してサフラーの母となったとされた 。しかしこれは複数の解釈が可能な碑文に基づいたものであり、確証はなかった。この説は2000年代の発見によって過去の物であると考えられている。
ミロスラヴ・ヴェルナーとタレク・エル＝アワディ（Tarek El-Awady）の指導の下、2000年代に行われたアブシールのサフラー王のピラミッドでの発掘調査で、第5王朝初期の王家の姿が明らかになった。特に、ピラミッド複合体の河岸神殿と葬祭殿に繋がる参道のレリーフ群によって、サフラーの母親が王妃ネフェルヘテペス であることが判明した。彼女のピラミッドがウセルカフのピラミッドの真横にある事が示すように、ネフェルヘテペスはウセルカフの王妃である。また、このことからほぼ確実にウセルカフはサフラーの父であり、ウセルカフの葬祭殿からサフラーのカルトゥーシュが発見されていることで更に確証が取れている。これは恐らくサフラーが彼の父によって始められた建設事業を完了させたことを示している。

### 子供
サフラーの王位を継承したのはネフェルイルカラー・カカイであることが知られている。彼は2005年までサフラーの兄弟であると考えられてきたが、現在は異なる。かつてサフラー王のピラミッドの参道を飾っていたレリーフに、サフラーがラーネフェルとネチェルイルエンラーと言う名の二人の息子の前に座っている姿が描かれているのが、エジプト学者ミロスラヴ・ヴェルナーとタレク・エル＝アワディ（Tarek El-Awady）によって発見された。ラーネフェルの名前の隣には、「上下エジプトの王ネフェルイルカラー・カカイ」と言うテキストが付け加えられていることから、ラーネフェルがサフラーの息子であり、「ネフェルイルカラー・カカイ」と言う名前で父の死後に即位したことが想定される 。ラーネフェルとネチェルイルエンラーはともに「王の長男」という称号を与えられている。ヴェルナーとエル＝アワディは、彼等が恐らく双子であり、ネチェルイルエンラーは後に短期間王位を手にしたシェプセスカラーであろうと推測している。同じレリーフには更に王妃メレトネブティが描かれている。故に彼女はサフラーの配偶者であり、ラーネフェル（ネフェルイルカラー・カカイ）とネチェルイルエンラーの母であろう。更に3人の息子、ホルエムサフ、ハカラー（Khakare）、ネブアンクラーがサフラーの葬祭殿のレリーフ群に描かれているが、彼等の母親は特定されていない。

## 治世

### 年代学

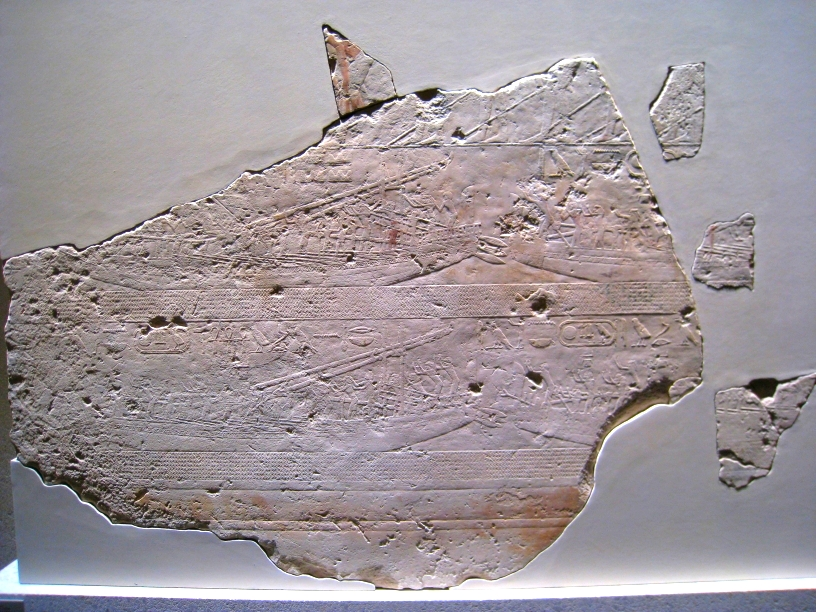
シリアから帰還するエジプト船を描いたサフラーの葬祭殿のレリーフ。

サフラーの相対年代は歴史的記録と同時代の製品により十分に確立されている。これらの記録はサフラーがウセルカフの跡を継ぎ、サフラーの地位はネフェルイルカラー・カカイが継承したことを示している。ラムセス時代（前1292-前1189）初期の第19王朝の時に作られたトリノ王名表は、サフラーに12年5ヶ月12日間の統治年数を割り当てている。一方、パレルモ石として知られる第5王朝の同時代に近い時期の年代記は、彼の治世第2、3、5、6年が記録されており、同様に在位最後の年と、命日としてシェム II月（9月）28日が記載されている。この文書は6回か7回の畜牛頭数調査を記録する。この年代記は第5王朝の初期の物であると考えられるので、古王国時代の畜牛頭数調査が隔年（2年に1回）行われていたとするならば、この記録は少なくても12年間の在位期間があったことを示唆する。もしこの仮定が正しいとし、ウィルキンソンが考えるようにサフラー治世の証明可能な最も新しい年次は7回目ではなく、6回目の畜牛頭数調査の後の年とするならば 、これはサフラーが彼の治世第13年に死去した事を意味し、彼には13年5ヶ月12日の治世年数が割り当てられるべきである。この数字はトリノ王名表の12年という数値より1年長いだけである。また、紀元前3世紀にマネトが記したエジプトの歴史書『エジプト史』の13年と言う数字に近い。
サフラーは更に二つの歴史記録に登場する。トトメス3世（前1479-前1425）中に作成されたカルナック王名表の3番目と、ラムセス2世（前1279-前1213）時代のサッカラ王名表の26番目にサフラーの名前が記載されているのである。この二つの資料はどちらも彼の治世年数を記載していない。サフラーの治世の絶対年代ははっきりしないが、大多数の学者は紀元前25世紀の前半に位置付けている。

### 対外活動
交易と貢物

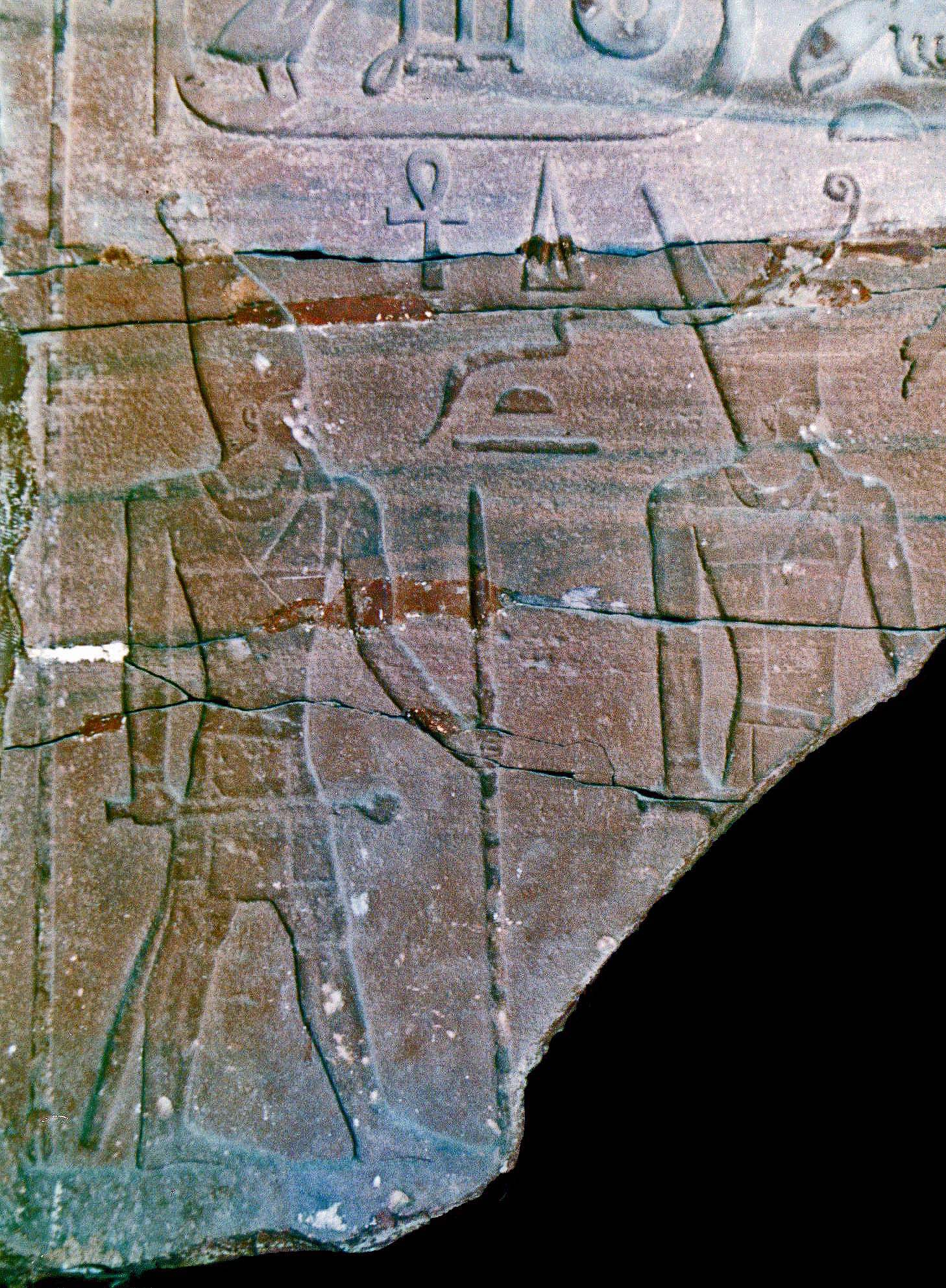
ワジ・マグハレフにあるサフラーのレリーフ。

歴史的記録と現存する建造物によって、サフラーの治世に外国との接触が数多くあったことが示されている。付け加えて、これらの接触は本質的には軍事的な支配では無く、大部分経済的な動機を持つものであったように思われる。彼のピラミッド複合体のレリーフから、彼が100キュビット（約50メートル）のロングボートの船団を含む海軍を保有していた事を読み取ることができ、そのうちの一部は貴重なレバノン杉の丸太を満載してレバノンから帰還している姿が描かれている 。別の船団は「アジア系 」の大人と子供を乗せている事が表されている。彼らは恐らく奴隷である。一つのユニークなレリーフは恐らく同様に海軍遠征隊がレヴァント海岸から連れ帰って来たレリーフは数匹のシリアヒグマを描いている。この熊たちはシリアからの12個の赤く塗装された片手付壺と関連付けられていることから、貢物の一部であろう。
ビュブロスとの貿易上の接触はサフラーの治世中のことであり、バーラト・ゲバルの神殿の発掘調査では裏付けとなるサフラーの名前を刻んだアラバスター製の鉢が見つかっている。第5王朝時代のエジプトとレヴァントとの広範な貿易は更に別の証拠、レバノンから見つかったこの王朝の王のカルトゥーシュを刻んだ多数の石船によって裏付けられている。最後に、サフラーのカルトゥーシュを持った木製の玉座に張り付けられていた薄い金の欠片がある。これはトルコでの違法な発掘の際に見つかり、「ドラクの宝物」として知られる宝物群の一部であると主張されている 。しかし現在ではこの宝物の存在は疑わしいとされている。
彼の在位最後の年、サフラーは伝説のプント国への記録に残る最初の遠征隊を派遣した。この遠征隊は80,000尺（measures）の没薬（ミルラ myrrh）と共にマラカイト、エレクトロンを持ち帰ったと言われている。このため、サフラーはエジプト海軍を創設したとされる事がよくある。しかしながら、現在では先行するエジプトの王達も外洋海軍を持っていた事が知られている。特にクフの時代には知られている限り最も古い紅海の港、ワジ・アル＝ジャルフが運用されていた。それでも、サフラー王のピラミッド複合体の遺構から見つかったレリーフ群は、「エジプトの海上船舶の初めての明確な描写（first definite depictions of seagoing ships in Egypt）」（シェリー・ワクスマン Shelley Wachsmann）である。
彼の在位最後の年、サフラーは別の国外遠征隊も派遣している。これはシナイにあるワジ・マグハレフ とワジ・ハリト（Wadi Kharit）の銅とトルコ石の鉱山へのものであった。この地への遠征は少なくても第3王朝時代に始められて以来続いていた。この遠征隊は6,000ユニット（Units）の銅をエジプトへ持ち帰り、またシナイに二つのレリーフを作った。片方はサフラーがアジア人を打ち据える伝統的な描写のものであり、もう片方は「偉大な神が全てのアジアの国々を討った」と誇示している。
軍事遠征

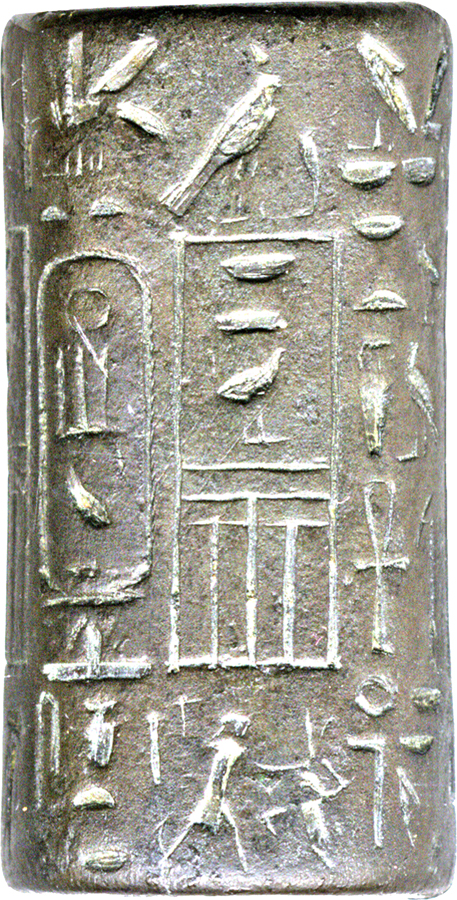
サフラー王の銀製シリンダーシール。ウォルターズ美術館。

サフラーの軍歴は主として彼の葬祭殿のレリーフから知られている。それは明らかに西部砂漠でのリビア人に対する軍事遠征が描かれている。この軍事遠征では様々な家畜を奪い、サフラーが現地の酋長を打つ姿がレリーフに描かれている。パレルモ石はこれらの出来事を裏付け、またシナイと異国の地プントへの遠征に言及する。しかしながら、これらと同じリビア人を攻撃する場面が200年後のペピ2世(前2284-前2184)の葬祭殿と、サフラーの生きていた時代から大体1800年後のカワにあるタハルカの神殿でも使用されている。特に現地の酋長達には同じ名前が使用されている。従って、サフラーもまた、より昔の同じ場面をコピーしていた可能性がある。

### エジプト国内での活動
パレルモ石に記録されているエジプト国内でのサフラーの行動の大半は本質的に宗教に関するものである。石は彼の治世第5年の恐らくヘリオポリスの聖なる艀の建設と、王によって定められたラー、ハトホル、ネクベト、ウアジェトに対する日々の供物の正確な量、そして様々な神殿への寄進について述べている。
考古学的な証拠は、サフラーの建築活動が彼は自身のピラミッドを建設したアブシールに集中している事を示している。そのすぐそばに恐らく彼の太陽神殿が位置していた 。この太陽神殿は第5王朝時代に作られた2番目の太陽神殿であり、未だ位置が特定されていない。その神殿はパレルモ石にある奉献碑文で知られており、「セケト・ラー（Sekhet Re）」とよばれていた。これは「ラーの平野」と言う意味である。かつて神殿を飾ったレリーフのある石灰岩のブロックが僅かにサフラーの4代後の後継者ニウセルラーの葬祭殿に埋め込まれているのが発見されている。これは、石灰岩のブロックが太陽神殿の建設時に残っていたか、或いはそれが未完成であったためニウセルラーがサフラーの神殿を建設資材の採石場として利用していたことを示している。
サフラーの「ウェトジェス・ネフェル・サフラー（Uetjes Neferu Sahure サフラーの栄光は天へと昇る）」と呼ばれていた王宮は、2011年2月にネフェルエフラーの葬祭殿で発見されたヘットの容器に刻まれた碑文から知られている。その神殿は恐らくアブシール湖の湖岸にあった。エルカブでは2015年に王の名前を持つ彫像の断片が発見された。
南エジプト、下ヌビアのアブシンベルの北西にある閃緑岩の採石場で、サフラーの名前がある碑文が発見された。更に南でも、サフラーのカルトゥーシュが、トゥマス（Tumas）の落書きやナイル川第2急湍のブヘンで発見された印影から見つかっている。

## ピラミッド複合体

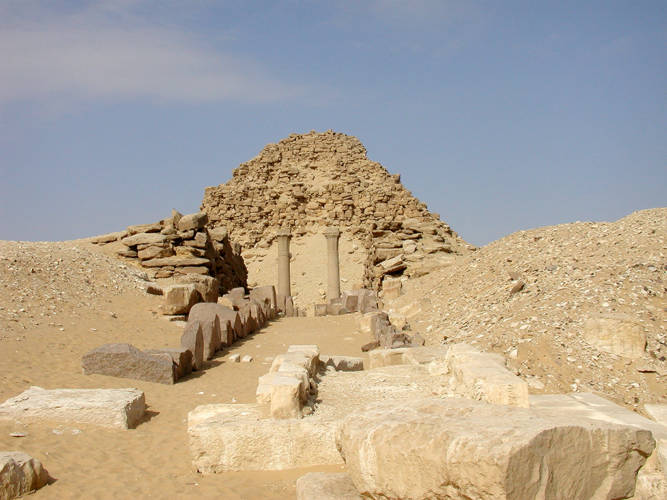
サフラーのピラミッド跡をピラミッドの参道から見る

サフラーの葬祭複合体の主ピラミッドはその規模と品質におけるピラミッド建築の衰退を例示する。だが、付属する葬祭殿はその当時までに作られた最も洗練されたものであると考えられている。
ヤシ柱の使用のような多くの建築的革新により、サフラーの複合体の全体的なレイアウトは、サフラーの治世以後、古王国の終焉まで300年余りにわたり、葬祭複合体建築のテンプレートとなった。

### 位置
サフラーは彼のピラミッドの建設場所にアブシールを選んだ。これによってその時まで王家のネクロポリスであったサッカラとギーザはいずれも放棄された。このサフラーの決定はアブシールにあったウセルカフの太陽神殿に触発されたものである可能性がある。

### 葬祭殿
サフラーの葬祭殿は推定10,000平方メートルにわたり精緻なレリーフで全面的に装飾されていた。神殿の壁を飾っていた残存する数多くのレリーフの断片は先行する葬祭殿よりも非常に高品質であり、遥かに精巧である。神殿と参道の複数のレリーフはエジプト美術の中でもユニークである。これらのレリーフはサフラーが彼の宮殿で家族の前でミルラの木を世話していることを描写し 、またヒグマを描いた物、主ピラミッドにピラミディオンを持っていく光景を描いた物、そして施設完成後のセレモニーを描いた物がある。葬祭殿と河岸神殿の数多くのレリーフはまた、セシャト女神の横か正面で外国人を数えている姿や、エジプト船のアジア、つまり恐らくはビュブロスからの帰還を描いている物が目を引く。赤い花崗岩でできた低層のレリーフ片のいくつかは、まだ現地にあるサフラーの礼拝のために作られた参道の上部部分を飾っていた、150人以上の葬儀区域の行列をかたどっているレリーフ群は、王達の葬儀のための洗練された経済システムの存在を実証している。
この葬祭殿はエジプト初のヤシ柱の列柱 、銅が重ねられたサフラーの称号を刻んだ巨大な花崗岩の台輪（architrave）、黒い玄武岩の床、花崗岩の腰羽目（dados）を特徴とする。

### ピラミッド
サフラーはギザの南にあるアブシールにピラミッドを建造した。これは建設当時47メートルの高さであったことが判明しており、第4王朝の先行するピラミッド群に比べてかなり小さい。その中核部分は階段状に構築された荒く切り取られた石と、各部に充填された分厚い泥のモルタルで造られている。この建造技法は第4王朝時代の石造ベースの技術に比べてずっと安く早く施工することができたが、経年劣化は遥かに早かった。このため、サフラーのピラミッドは現在では、瓦礫の山と言うほどではないにせよ大きく崩壊している。また、このピラミッドは古代に外装材の石が盗まれたことで中枢を構成する粗末な破片とモルタルの充填材が露出している。石の小山のようになっているピラミッドであるが、周辺施設はドイツの考古学者ルートヴィヒ・ボルヒャルト率いる調査隊による修復作業が施され、中でも河岸神殿までの参道が再現されたことにより、ピラミッドを中心とするピラミッド複合的としての姿が明らかになっている。特に河岸神殿はかつての姿をとどめており、装飾が施された赤色花崗岩の柱などが当時の壮麗な装飾を現在に残す。

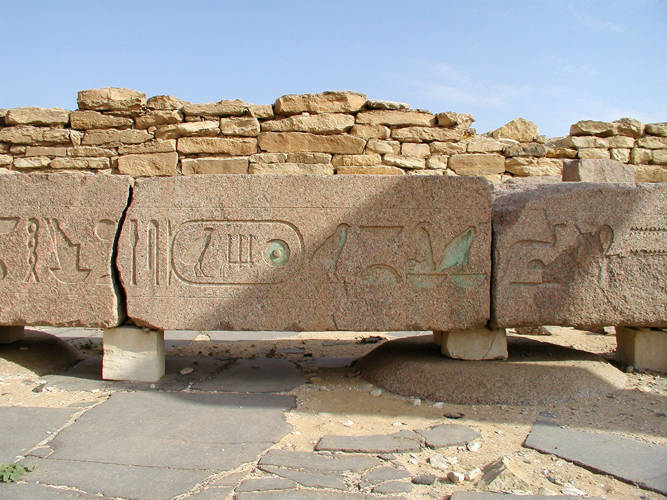
サフラー葬祭殿の中庭にある彼の称号が刻まれた巨大なピンク色の花崗岩製の台輪。

中核部の建設中、立坑の中への回廊は開かれていた。埋葬室（grave chamber）は別に建造され、その後余った石塊と瓦礫で埋められた。この建設工程は後世の未完成のピラミッド群、特にネフェルエフラー王のピラミッドからはっきりと見て取る事ができる。この技術はまた、第4王朝時代のダハシュールとギーザの5つの大ピラミッドの建築家達によって一時的に放棄された第3王朝時代の古いスタイルに表面上は回帰していることを示している。
北側のエントランスは赤い花崗岩が並ぶ短い下り廊下に続いて、巨大な石灰岩の梁で構成される切妻屋根（gabled roof comprising large limestone beams）の埋葬室で終わる廊下がある。現在、これらの梁は損傷を受けておりピラミッドの構造体は弱体化している。19世紀半ばにジョン・シェイ・ペリングが初めて入った時、サルコファガス（石棺）の断片がこの埋葬室で発見されている。サフラーの神殿の巨大な屋根のブロックはペリングの推定では約220トンの重量がある。彼は最も大きなブロックは10.6メートルx2.7メートルx3.6メートル（35 feet by 9 feet by 12 feet）の大きさがあると推定した。これらのブロックの先端部分は薄くなっており、推定容積は95立方メートルまたは、2.4トンである。ピラミッド周辺の葬祭複合体はまた、この王の魂（カー）のために建てられた第二ピラミッドを含む。

## 宮廷の役人達
サフラーが生きている間に仕えた数多くの役人達が、以下に示すように彼らの墓によって知られている。
- ニアンクセクメト（Niankhsekhmet）：サフラーの主治医。彼は王に偽扉（英語版）を彼の墓に作る事を頼み、王は同意した。[65] 。サフラーはトゥラ（英語版）産の石灰岩から切り出され、彼の名[訳語疑問点]を青く塗装した精緻な偽扉を持っていた[7][66]。王は彼の主治医の長寿を願い、「神々が余を愛するが故に、余の鼻孔が健康を楽しめるようにして下さる。そのためにそなたがこの墓地に入るのは敬われるべき老齢の時であろう。」と伝えている[65][67]。
- ペヘネウカイ（Pehenewkai）：サフラーとネフェルイルカラー・カカイ治世時代のウセルカフの葬祭神官。後者の治世時には宰相になった[68]。
- ペルセン（Persen）：ペリセン（Perisen）としても知られる。彼はサフラーの母親ネフェルヘテペスの葬儀の際の葬祭神官であった。彼のマスタバ墓はサッカラのネフェルヘテペスのピラミッド（英語版）の隣にある[25][69][70]。
- プタハシェプセス（英語版）：恐らくメンカウラーの治世の間に生まれた。プタハシェプセスはプタハ大司祭であり王家の美容師[訳語疑問点]（royal manicure）であった。後にニウセルラー・イニ王の治世下で宰相へと昇った[71]。
- セケムカラー（英語版）：王子。カフラーの息子であり、ウセルカフとサフラーの時代の宰相[4]。
- ワシュプタハ（Washptah）：サフラーが生きた時代には神官。後にネフェルイルカラー・カカイの宰相（英語版）。サッカラのマスタバに埋葬された[72]。
- ウェルバウバ（英語版）：サフラー治世下の宰相。そのことは葬祭殿が証明している[73][74] 。セケムカラーとは異なり、王族ではないと思われる。このことはサフラーが非王族を高官に抜擢するというウセルカフの方針を引き継いで追及していたことを示す[73][75]。

## 遺産

### 古王国時代
サフラーが最初に残した遺産は彼の葬祭儀式である。これは彼の死後古王国が終焉を迎えるまで300年以上続いた。この儀式に必要な物資を供給するため、合計22の農場が設立された 。第5王朝の後半と第6王朝の間、この葬祭儀式かサフラーの太陽神殿に仕えていた何人もの神官達が、サッカラとアブシールにある墓の碑文や製品のおかげで知られている。
- アトジェマ（Atjema）：第6王朝時代のサフラーの太陽神殿の神官[77]。
- クウイエムスネウィ（Khuyemsnewy）：ネフェルイルカラー・カカイとニウセルラー・イニの治世下でサフラーに奉じた神官。彼はまたネフェルイルカラー・カカイの太陽神殿のラーとハトホルの神官であり、ネフェルイルカラーの神官、ニウセルラー・イニとネフェルイルカラー・カカイのピラミッド複合体の神官、「二つの穀物庫の長官[訳語疑問点]（Overseer of the Two Granaries）」でもあった[78]。
- ニカラー（Nikare）：サフラーの葬儀神官及び第5王朝時代の穀物管理官の長[訳語疑問点]（overseer of the scribes of the granary）であった。
- セネウアンク（Senewankh）：ウセルカフとサフラーの葬儀神官。サッカラのマスタバに埋葬された[79]。
- セドゥアグ（Sedaug）：サフラーの葬儀神官、ウセルカフの太陽神殿のラー神官であり王の知人の称号を持つ。ギーザに埋葬された[80]。
- テペムアンク（Tepemankh）：第4王朝とウセルカフとサフラーを含む第5王朝初期の王達の葬儀神官。アブシールのマスタバに埋葬された[81][82][83]。

サフラーの別の遺産は彼のピラミッド複合体である。そのレイアウトはその後の古王国のピラミッド複合体のテンプレートとなり、ヤシ柱のような建築要素はエジプト建築の特徴となった。

### 中王国時代

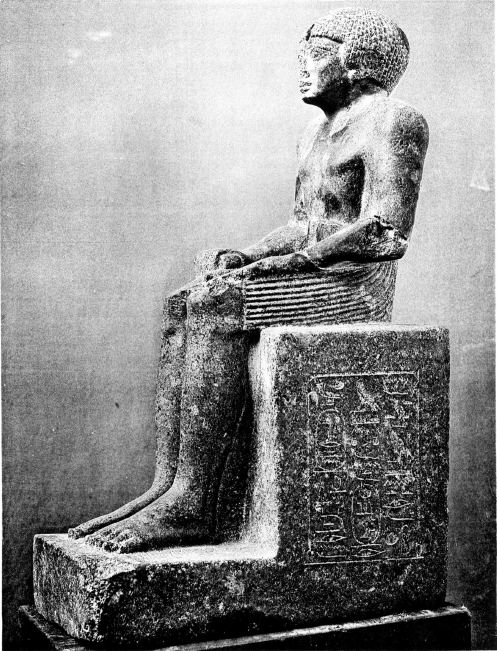
センウセルト1世によって建造が命じられた玉座に座るサフラーの像。

第12王朝（前1991-前1802）の初期、中王国時代が始まった時、ファラオ・センウセルト1世（前1971-前1926）はサフラーの像を造らせた。この像はカルナックの神殿にあり、恐らく亡き王達の群像の一部であったであろう。
このサフラー像は現在カイロのエジプト考古学博物館にある（カタログナンバー CG42004）。像は黒い花崗岩でできており、50センチメートルの高さである。サフラーはプリーツスカートとラウンドカーリーの付け毛を身に着けて玉座に座っている。玉座の両サイドにサフラーの彫像を造らせたのがセンウセルト1世であることを示す碑文がある。
サフラーが中王国時代の間忘れ去られる事がなかった証はウェストカー・パピルスであり、これは第12王朝時代に書かれた。このパピルスは第5王朝の起源についての神話的な物語を伝えており、ウセルカフ、サフラー、ネフェルイルカラー・カカイをラーとラーデジェトと言う名の女性の間の3人兄弟として登場させている。

### 新王国時代とその後
故王として、サフラーは新王国時代も引き続き宗教的供物を受けた。これを最も良く示す証拠は、第18王朝のトトメス3世の時代にカルナック神殿の壁に刻まれた王の祖先のリストである「カルナック王名表」である。古代エジプトの他の王名表とは異なり、このリストは年代順に並べられていない。その理由はこのリストの目的が歴史の記録ではなく純粋に宗教的な物、即ちカルナック神殿でかつての王達の名を尊崇の対象とすることであったことである。
第19王朝時代、ラムセス2世の王子カエムワセト1世は、エジプト全土の荒廃したピラミッドと神殿の修復作業を請け負った。サフラーのピラミッドの覆いの石にある碑文は、それがこの時に修復されたことを示している 。これは第18王朝の半ばから、サフラーの葬祭殿がセクメト女神の聖域となったことによる可能性がある。第18王朝の後半と第19王朝の時代、数々の訪問者が神殿内に碑文、石碑、像を残した。 、第26王朝（前664-前525）からプトレマイオス朝（前332-前30）までの落書きによって示されるように、この慣習は長い間この地で続いたように思われる。